# Can Gultresa
Can Gultresa és una casa eclèctica d'Amer (Selva) inclosa a l'Inventari del Patrimoni Arquitectònic de Catalunya.

## Descripció
Edifici entre mitgeres de quatre plantes, tres crugies i terrassa cobert a doble vessant cap a la façana posterior. Està situada al racó nord-oriental de la plaça i destaca per tenir les arcades al nivell del primer pis en lloc de la planta baixa, com la resta de les cases de la plaça. Està arrebossada i decorada amb un fals encoixinat d'aparença de petits rectangles. La casa destaca per la decoració de ferro de les baranes dels balcons.
La planta baixa conté dues arcades de mig punt peraltades amb una columna octogonal amb base i capitell motllurats. La volta interior és plana i allà hi ha dues portes, emmarcades de pedra calcària i una finestra al primer pis, inclòs sota les arcades. A la llinda d'un de les portes de la planta baixa hi ha una inscripció amb el nom de PELGRÍN ALTARRIBA.
El segon pis, sobre les arcades, presenta un balcó corregut amb sis mènsules decorades amb motius vegetals i una barana de ferro de forja amb fulles de figuera, plataner i vinya. Aquesta decoració està disposada dins i fora d'uns cercles concèntrics que ressegueixen la barana. Les tres grans finestres emmarcades amb motllures tenen cadascuna un guardapols amb tres mòduls circulars als angles i al centre de la llinda amb decoració geomètrica.
Al tercer pis es repeteix la decoració de l'anterior, però els balcons són individuals, amb dues mènsules per balcó, i més reduïts. La cornisa, emergent, consta de 8 mènsules amb decoració vegetal i zoomòrfica. Sobre d'aquesta hi ha una balustrada de ferro amb els mateixos motius de fulles inserides en cercles concèntrics.

## Història
Casa reformada a finals del segle XIXI (1883). És l'única casa de la plaça que no conserva les arcades originals al nivell de la planta baixa. Durant les obres dels anys 80 del segle xix presumiblement es van substituir per les actuals, també de mig punt, però a nivell de les primeres plantes de la resta de la plaça i de la mateixa casa.
Els edificis que es conserven a la plaça són d'origen medieval, reformats durant els segles XV i XVI, i sobretot durant els segles xviii i xix. Tot i que es conserven reminiscències medievals a les façanes com ara alguna finestra geminada o trevolada, escuts en relleu, inscripcions, etc. la majoria d'edificis són dels segles XVIII-XX amb tres o quatre plantes i la particularitat d'ésser suportades parcialment pels porxos i arcades. L'origen d'aquests porxos és comercial, d'antigues parades cobertes de tendals i estructures de fusta o pedra que s'acaben cobrint i edificant a sobre. Així passà aVic, també a Girona, entre altres poblacions properes.